# Frank-Gerald Bernhard Pajonk

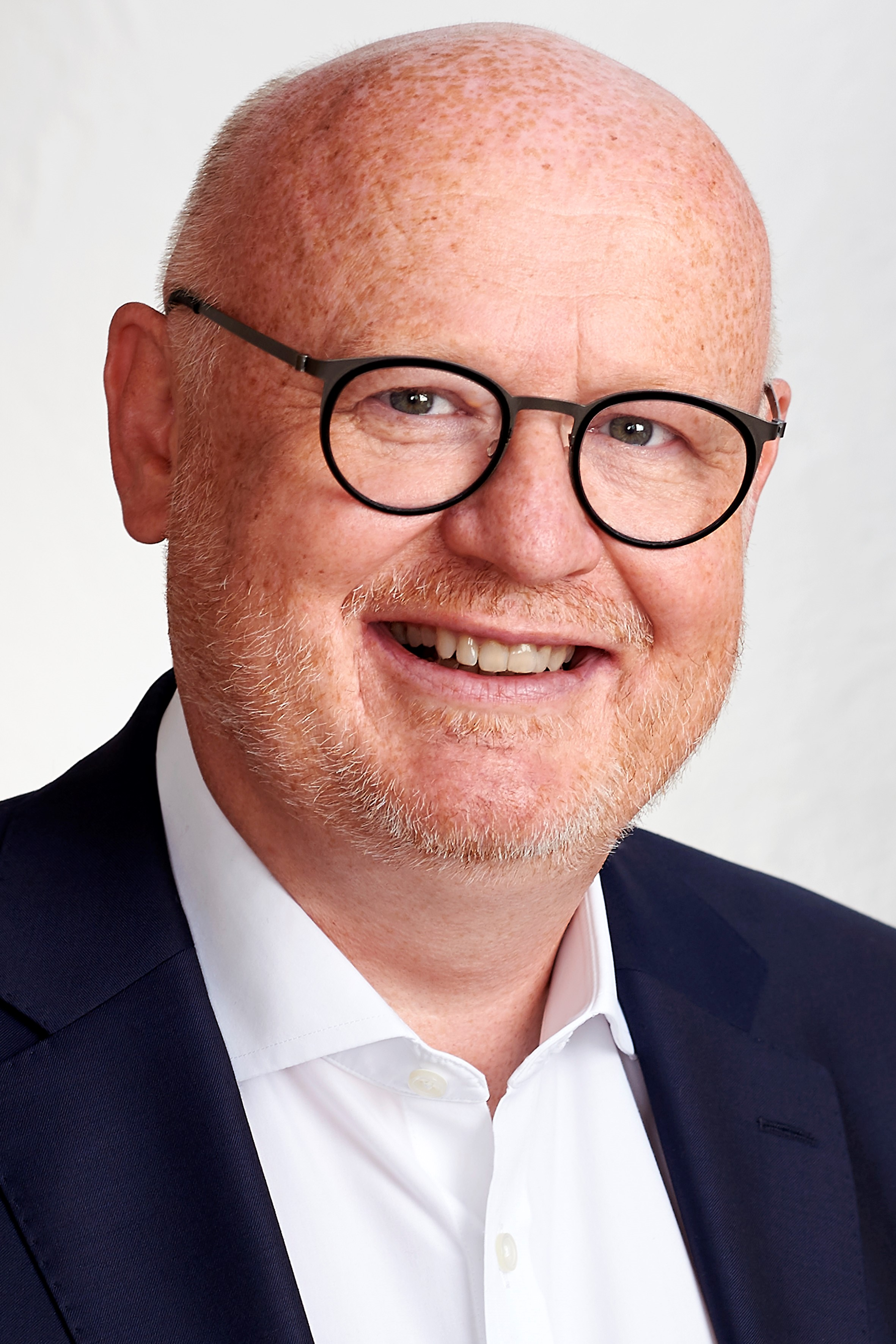
Frank-Gerald Pajonk (2020)

Frank-Gerald Bernhard Pajonk (* 1965) ist ein deutscher Facharzt für Psychiatrie und Psychotherapie.

## Leben und Wirken
Frank-Gerald Bernhard Pajonk absolvierte sein Medizinstudium von 1986 bis 1993 an der Universität Essen und der Ludwig-Maximilians-Universität München (LMU) und wurde 1994 promoviert. Seine Facharztausbildung für die Fachbereiche Psychiatrie und Psychotherapie erfolgte an der Psychiatrischen Universitätsklinik der LMU und am Universitätsklinikum Hamburg-Eppendorf. Nach Aufenthalten in Israel und den USA und einer kurzen Tätigkeit für die pharmazeutische Industrie habilitierte er sich 2002 an der Universität Hamburg. Von 2002 bis 2006 wirkte er als geschäftsführender Oberarzt der Klinik für Psychiatrie und Psychotherapie am Universitätsklinikum des Saarlandes und von 2007 bis 2011 als Chefarzt der Privat Nervenklinik Dr. Frontheim in Liebenburg.
Pajonk wurde 2006 zum außerplanmäßigen Professor am Universitätsklinikum des Saarlandes und 2015 zum außerordentlichen Professor für Psychiatrie an der Technischen Universität München ernannt.
2012 gründete er die Praxis Isartal am Benediktinerkloster Schäftlarn. 2022 wurde die Praxis Isartal zusammen mit einer neugegründeten Tagesklinik zum Zentrum Isartal am Kloster Schäftlarn und als solches Teil der Oberberg Gruppe. Pajonk war dort von 2022 bis Ende August 2024 Ärztlicher Direktor.
Zudem hat Pajonk eine theologische Ausbildung und ist als geweihter Diakon und ehemaliger Benediktinermönch in der Seelsorge tätig. 2023 wurde er als Gastprofessor an die päpstliche Universität Gregoriana in Rom berufen.
Er ist Herausgeber und Autor von Büchern und Fachzeitschriften sowie Referent auf Kongressen und Fachtagungen.
Pajonk ist außerdem als Schiedsrichter im Bayerischen Fußball-Verband aktiv.

## Wissenschaftliche Schwerpunkte
Als Facharzt für Psychiatrie und Psychotherapie hat er die Zusatzbezeichnungen Geriatrie, Notfallmedizin und Suchtmedizinische Grundversorgung.
Zu Pajonks wissenschaftlichen und klinischen Schwerpunkten zählen die Notfallpsychiatrie und Krisenintervention, Therapie von Depressionen und Angststörungen, die Entstehung von Burnout, die Effekte von Sport- und Bewegungstherapie auf psychische Erkrankungen, die Diagnostik und Therapie schizophrener Erkrankungen sowie die Entstehung und Behandlung der Demenz vom Alzheimer Typ.

## Mitgliedschaften
- Deutsche Gesellschaft für Psychiatrie und Psychotherapie, Psychosomatik und Nervenheilkunde (DGPPN)
- Internationale Gesellschaft für Gesundheit und Spiritualität (IGGS)
- Deutsche Gesellschaft für Gerontopsychiatrie und -psychotherapie (DGGPP)
- Arbeitsgemeinschaft Norddeutscher Notärzte (AGNN)
- American Association for Emergency Psychiatry (AAEP)
- Schizophrenia International Research Society (SIRS)[3]

## Veröffentlichungen (Auswahl)
- mit Björn Kardels, Michael Kinn: Akute psychiatrische Notfälle. Ein Leitfaden für den Notarzt- und Rettungsdienst. Thieme Verlag, Stuttgart 2008, ISBN 978-3-13-141691-9.
- mit Christian Madler, Karl Werdan, Karl-Walter Jauch, Johannes Siegrist: Akutmedizin. Die ersten 24 Stunden. Das NAW Buch. 4. Auflage. Elsevier Verlag, München 2009, ISBN 978-3-437-22511-6.
- mit Klaus Baumann: Religions and Psychotherapies. MDPI Verlag, Basel/Peking 2014
- Neurobiologische und neuroendokrinologische Grundlagen. In: Valentin Z. Markser, Karl-Jürgen Bär: Sport- und Bewegungstherapie bei seelischen Erkrankungen. Schattauer Verlag, Stuttgart 2015, ISBN 978-3-7945-2993-3
- als Übersetzer: Xavier F. Amador: Lass mich – mir fehlt nichts! Ins Gespräch kommen mit psychisch Kranken. Thieme, Stuttgart 2015, ISBN 978-3-13-180211-8.
- als Hrsg. mit Helmfried .E. Klein, Michael Wirsching: Facharztprüfung Psychiatrie, Psychotherapie, Psychosomatik. 1500 Fragen kommentierte Prüfungsfragen. 4. Auflage. Thieme Verlag, Stuttgart 2019, ISBN 978-3-13-240329-1.
- mit Thomas Messer, Horst Berzewski: S2k-Leitlinie Notfallpsychiatrie. Springer Verlag, Berlin 2020, ISBN 978-3-662-61174-6.